# Ephestiasula
Las Mantis Boxeadoras (Ephestiasula) son un género de mantis de la familia Hymenopodidae que se caracterizan por tener un "brazo boxeador" Tiene tres especies:
- Ephestiasula amoena
- Ephestiasula intermedia
- Ephestiasula pictipes